# FC Lumezzane
Football Club Lumezzane, zkráceně jen Lumezzane je italský fotbalový klub hrající v sezóně 2024/25 ve 3. italské fotbalové lize sídlící ve městě Lumezzane v regionu Lombardie.
Klub byl založen v roce 2018 po přejmenování klubu Associazione Sportiva Dilettantistica ValgobbiaZanano, která pokračuje k tradici klubu, které bylo původně založeno v roce 1946.

## Změny názvu klubu
- 1948/49 – 2017/18 – AC Lumezzane (Associazione Calcio Lumezzane)
- 2018/19 – 2020/21 – FC Lumezzane VGZ (Football Club Lumezzane VGZ)
- 2021/22 – FC Lumezzane (Football Club Lumezzane)

## Získané trofeje

### Vyhrané domácí soutěže
- 4. italská liga ( 2x )

1996/97, 2022/23

## Účast v ligách
| Úroveň soutěže | Název soutěže (nynější název) | První hraná sezona | Poslední hraná sezona | celkem odehraných sezon |
| -------------- | ----------------------------- | ------------------ | --------------------- | ----------------------- |
| 3              | Serie C                       | 1997/98            | 2024/25               | 20                      |
| 4              | Serie D                       | 1954/55            | 2022/23               | 10                      |
| 5              | Eccellenza                    | 1989/90            | 1992/93               | 4                       |

## Fotbalisté

### Známí hráči v klubu
- Mario Balotelli – (2005/06)
- Andrea Caracciolo – (2020–2022)
- Marco Cassetti – (1998–2000)
- Aimo Diana – (2011/12)
- Caleb Ekuban – (2014/15)
- Andrej Gălăbinov – (2009–2011)
- Simone Ganz – (2013/14)
- Simone Inzaghi – (1996/97)
- Vincenzo Italiano – (2013/14)
- Radoslav Kirilov – (2012/13)
- Alessandro Matri – (2005/06)
- Davide Nicola – (2008–2010)